# کیندلبروک
شهر کیندلبروک (به آلمانی: Kindelbrück) در ایالت تورینگن در کشور آلمان واقع شده‌است.